# Инсан камиль
аль-Инса́н аль-Ка́миль (араб. الإنسان الكامل‎, совершенный человек) — в суфизме — идеальный человек, который является наместником Аллаха на земле и проявлением его атрибутов и имён. Термин введён Халладжем, идея развита Ибн Араби. В широком смысле — верующий (мумин), достигший путем религиозной практики наивысшей духовной реализации.
Доктрина аль-инсан аль-камиль — онтологическая проблема, связанная с проблемой бытия. Согласно Ибн Араби, первоначально мир был бездушным; появление Адама одухотворило его; человек стал проявлением всех совершенных божественных атрибутов и имён; несмотря на свою ничтожность во вселенной, он стал вместилищем истины, объемлет все материальные и духовные ступени, существующие в мироздании. Только человеку Аллах открыл все свои имена. Наивысшим проявлением всех качеств Бога и подлинным аль-инсан аль-камиль является пророк Мухаммед. Он удостоился этой степени превосходства над всеми остальными сущностями мира, когда Адама еще не было. Аль-инсан аль-камиль — цель и логическое завершение всего сущего мира. Божественная воля выражается только через него. Если бы не было аль-инсан аль-камиль, Аллах не проявлялся бы в тварном мире. Аль-инсан аль-камиль может проявиться в каждом человеке, но достичь этого возможно только в лоне суфийской духовной практики.
Идеи Халладжа и Ибн Араби в дальнейшем были развиты Азиз ад-Дином Насафи (ум. 700/1300), написавшим на фарси труд «Инсан-и Камил». Согласно Насафи, аль-инсан аль-камиль обладает самыми наилучшими манерами и является подлинным идеалом. Ему было дано много имён, в числе которых шейх, хади, махди, имам, халиф. Этот идеал проявился в Сулеймане (библ. Соломон), которому подчинялись джинны и который владел языком животных и птиц; в Исе (библ. Иисус Христос), который оживлял мёртвых; в Хидре, который испил «живой воды» и стал бессмертным. Аль-инсан аль-камиль существует во все времена, и для него с дозволения Аллаха нет тайн природы.